# امنون
امنون (عبری: אַמְנוֹן‎‎، به معنای با ایمان) از شاهزادگان اسرائیل و بزرگ‌ترین پسر داوود و زن دومش اخینوعم بود. امنون ولیعهد داوود بود و در زمان حکومت پدرش در حبرون متولد شد. او در بزرگسالی به خواهر خودش تامار تجاوز کرد اما داوود که امنون را بسیار دوست می‌داشت، برای او مجازاتی در نظر نگرفت. همین باعث شد ابشالوم که برادرتنی تامار بود، برای انتقام امنون را به قتل برساند و از اسرائیل متواری شود.